# Grand Prix Velké Británie 1964
Grand Prix Velké Británie 1964 (oficiálně XVII RAC British Grand Prix) se jela na okruhu Brands Hatch v Kentu ve Velké Británii dne 11. července 1964. Závod byl pátým v pořadí v sezóně 1964 šampionátu Formule 1.

## Závod
| Poř.   | No. | Jezdec              | Konstruktér    | Počet kol | Čas/Odstoupení   | Pořadí na startu | Body |
| ------ | --- | ------------------- | -------------- | --------- | ---------------- | ---------------- | ---- |
| 1      | 1   | Jim Clark           | Lotus-Climax   | 80        | 2:15:07.0        | 1                | 9    |
| 2      | 3   | Graham Hill         | BRM            | 80        | + 2.8            | 2                | 6    |
| 3      | 7   | John Surtees        | Ferrari        | 80        | + 1:20.6         | 5                | 4    |
| 4      | 5   | Jack Brabham        | Brabham-Climax | 79        | + 1 kolo         | 4                | 3    |
| 5      | 8   | Lorenzo Bandini     | Ferrari        | 78        | + 2 kola         | 8                | 2    |
| 6      | 10  | Phil Hill           | Cooper-Climax  | 78        | + 2 kola         | 15               | 1    |
| 7      | 19  | Bob Anderson        | Brabham-Climax | 78        | + 2 kola         | 7                |      |
| 8      | 4   | Richie Ginther      | BRM            | 77        | + 3 kola         | 14               |      |
| 9      | 2   | Mike Spence         | Lotus-Climax   | 77        | + 3 kola         | 13               |      |
| 10     | 11  | Innes Ireland       | BRP-BRM        | 77        | + 3 kola         | 10               |      |
| 11     | 20  | Jo Siffert          | Brabham-BRM    | 76        | + 4 kola         | 16               |      |
| 12     | 18  | Giancarlo Baghetti  | BRM            | 76        | + 4 kola         | 21               |      |
| 13     | 6   | Dan Gurney          | Brabham-Climax | 75        | + 5 kol          | 3                |      |
| 14     | 22  | John Taylor         | Cooper-Ford    | 56        | + 24 kol         | 20               |      |
| Ret    | 16  | Jo Bonnier          | Brabham-BRM    | 46        | Brzdy            | 9                |      |
| Ret    | 24  | Peter Revson        | Lotus-BRM      | 43        | Diferenciál      | 22               |      |
| Ret    | 23  | Ian Raby            | Brabham-BRM    | 37        | Zadní náprava    | 17               |      |
| Ret    | 17  | Tony Maggs          | BRM            | 37        | Převodovka       | 23               |      |
| Ret    | 12  | Trevor Taylor       | Lotus-BRM      | 23        | Necítil se dobře | 18               |      |
| Ret    | 14  | Mike Hailwood       | Lotus-BRM      | 16        | Olivové potrubí  | 12               |      |
| Ret    | 15  | Chris Amon          | Lotus-BRM      | 9         | Spojka           | 11               |      |
| Ret    | 9   | Bruce McLaren       | Cooper-Climax  | 7         | Převodovka       | 6                |      |
| Ret    | 26  | Frank Gardner       | Brabham-Ford   | 0         | Nehoda           | 19               |      |
| DNS    | 21  | Richard Attwood     | BRM            |           | Odvolán          |                  |      |
| DNQ    | 25  | Maurice Trintignant | BRM            |           |                  |                  |      |
| Zdroj: |     |                     |                |           |                  |                  |      |

## Průběžné pořadí po závodě
Pohár jezdců
|        | Pořadí | Jezdec         | Body |
| ------ | ------ | -------------- | ---- |
|        | 1      | Jim Clark      | 30   |
|        | 2      | Graham Hill    | 26   |
|        | 3      | Richie Ginther | 11   |
|        | 4      | Peter Arundell | 11   |
| 1      | 5      | Jack Brabham   | 11   |
| Zdroj: |        |                |      |

Pohár konstruktérů
|        | Pořadí | Konstruktér    | Body |
| ------ | ------ | -------------- | ---- |
|        | 1      | Lotus-Climax   | 34   |
|        | 2      | BRM            | 27   |
|        | 3      | Brabham-Climax | 17   |
| 1      | 4      | Ferrari        | 10   |
| 1      | 5      | Cooper-Climax  | 10   |
| Zdroj: |        |                |      |